# Pierre Woodman
Pierre André Nicolas Gerbier, detto Woodman (Clermont-Ferrand, 29 aprile 1963), è un attore pornografico, regista pornografico e produttore cinematografico francese.
Sin dal suo debutto nel mondo del porno, nel 1993, è uno dei registi più produttivi del settore, e dei più conosciuti grazie alle sue collaborazioni con le case di produzione Private Media Group e Hustler e anche grazie al suo straordinario successo.

## Biografia
A 18 anni svolge il servizio militare, e a 20 si arruola nella Polizia francese prestando servizio a Parigi. Lascia la Polizia nel 1986 e inizia la sua attività come fotografo di studio per la televisione francese Station TF1. Nel 1988 è fotografo per riviste di moda. Nel 1989, a 26 anni, diviene fotoreporter per il periodico francese Hot Video, occupandosi nei suoi servizi, del mondo del porno. Nel 1990 nell'ambito di un servizio per Hot Video avviene l'incontro con Berth Milton sr. e Berth Milton jr. della Private. Inizia qui la collaborazione con la Private con un regista di cui Woodman era già a conoscenza, Michel Ricaud. Nel 1992 Woodman sigla un contratto esclusivo con la Private, la direzione del suo primo pornovideo risale al 1993. Dopo la morte di Ricauds nel 1994, Woodman diviene il principale regista della Private.
Woodman sfrutta il budget a disposizione e opera in produzioni via via più costose. Giovani e bellissime ragazze, scenari esotici e ricercati come Bali, l'Egitto o il Sud Africa. Tra le grandi produzioni troviamo The Tower del 1994, The Pyramid del 1996 e Tatiana del 1997. Per The Pyramid si raggiunge l'inimmaginabile budget per una produzione porno di 1.2 milioni di dollari. Il successo di Woodman diviene così ampio tanto da oscurare il nome stesso della Private.
Nel 1999, all'apice del successo, Woodman sigla un contratto da 5 milioni di dollari con Hustler, la casa di produzione americana di Larry Flint. Dopo cinque anni, la collaborazione con Hustler si conclude e nel 2005 si riapre quella con Private. Nel 2007 dirige la trilogia Xcalibur: The Lords of Sex.

## Pseudonimo
Lo pseudonimo Woodman proviene dalla sua infanzia e dall'abilità di arrampicarsi sugli alberi che ha suggerito agli altri bambini il nome Woodman (uomo di legno). Questo nome in inglese può essere letto anche come un doppio senso a richiamo sessuale. Tuttavia di questo gioco di parole egli si è reso conto solo successivamente.

## Elementi caratteristici

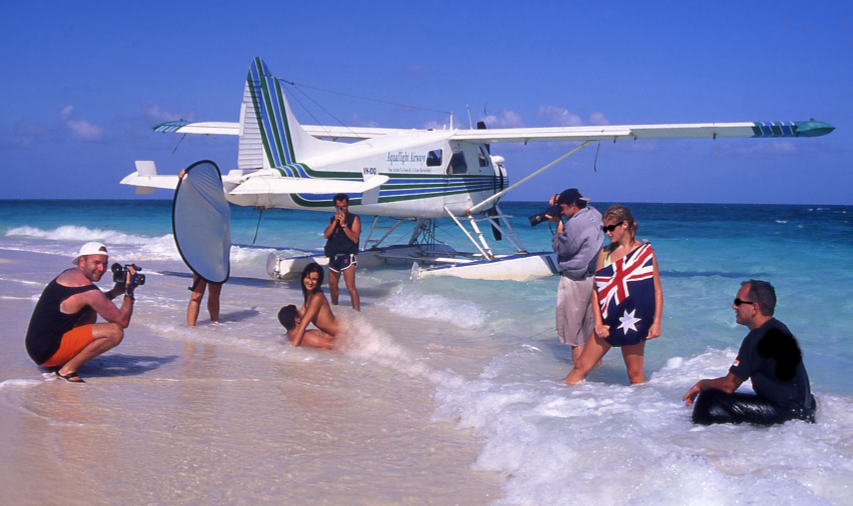
Pierre Woodman al lavoro su un set in Australia

Le produzioni di Woodman sono caratterizzate da ragazze ogni volta diverse, bellissime, giovani e sconosciute. Gli attori al contrario sono sempre gli stessi, un ristretto numero di collaboratori fidati e a completa padronanza del modo di condurre il set impostato dal regista. Pierre Woodman è alla perenne ricerca di nuove attrici da lanciare nei suoi film. Il reclutamento delle modelle si rivolge prevalentemente all'est Europa, soprattutto Russia, Ucraina e repubbliche baltiche, tramite agenzie che collaborano con il regista, o tramite altri canali.
Il regista cura personalmente la selezione delle modelle, si tratta di una conversazione seguita eventualmente da un provino. Tra le sue scoperte o casting più noti: Angel Dark, Anita Blond, Anita Dark, Alexa May, Bagheera, Barbara Doll, Beata Undine, Betty Anderson, Carmen Moore, Caylan Curtiss, Coralie Trinh Thi, Dalila, Delfynn Delage, Demonia, Didi, Dorothy Black, Erika Bella, Eve Angel, Ines Ridere, Inga Ridere, Jennifer Dark, Judith Fox, Judith Lahaie, Julia Channel, Julia Taylor, Karma Rosenberg, Kathy Blanche, Kathy Kash, Liliane Tiger, Lilou, Liza Harper, Lucy Lee, Mélissa Lauren, Mia Stone, Michelle St. Clair, Monica Moore, Monica Roccaforte, Monica Rossi, Nikki Andersson, Nikky Blond, Olivia Del Rio, Raffaëla Anderson, Regina Ice, Rita Faltoyano, Sharka Blue, Silvia Saint, Sofia Ferrari, Tania Russof e Veronica Bella.
La ragazza è in abiti provocanti, lei e Woodman sono in una accogliente location e conversano in presenza di una telecamera. Se la conversazione ha buon esito, si passa subito al provino che è una vera e propria scena a luci rosse. Gli innumerevoli provini svolti sono divenuti oggetto di alcune serie di film destinati agli spettatori interessati al dietro le quinte (backstage) della pornografia.
Se queste conversazioni-provino siano autentiche, o al contrario un po' costruite, è una questione aperta. In generale, il nome Pierre Woodman si può associare direttamente al genere gonzo, di cui egli è un interprete tra i più rappresentativi e conosciuti.

## Filmografia

### Attore
- Private Moments 2: The Story Continues (1992)
- Black Hammer 3 (1993)
- Private Video Magazine 2 (1993)
- Beauties In Paradise (1994)
- Golden Triangle 1 (1994)
- Golden Triangle 2 (1994)
- Gigolo 1 (1995)
- Rumpman Goes To Cannes (1995)
- Tower 1 (1995)
- Tower 3 (1995)
- Triple X 4 (1995)
- Pyramid 1 (1996)
- Pyramid 2 (1996)
- Triple X 12 (1996)
- Triple X 13 (1996)
- Triple X 17 (1996)
- Triple X 20 (1996)
- Triple X 21 (1996)
- Triple X 9 (1996)
- Private Castings X 1 (1997)
- Private Castings X 2 (1997)
- Private Castings X 3 (1997)
- Private Castings X 4 (1997)
- Private Castings X 5 (1997)
- Triple X 25 (1997)
- Private Castings X 10 (1998)
- Private Castings X 11 (1998)
- Private Castings X 12 (1998)
- Private Castings X 14 (1998)
- Private Castings X 6 (1998)
- Private Castings X 7 (1998)
- Private Castings X 8 (1998)
- Private Castings X 9 (1998)
- Private Triple X Files 5: Silvie (1998)
- Private Triple X Files 8: Dungeon (1998)
- Adult Video News Awards 1999 (1999)
- My First Time 1 (1999)
- Private Castings X 13 (1999)
- Private Castings X 15 (1999)
- Private Castings X 16 (1999)
- Private Castings X 17 (1999)
- Private Castings X 18 (1999)
- Private Castings X 19 (1999)
- Private Castings X 20 (1999)
- Private XXX 5 (1999)
- Private XXX 7 (1999)
- Superfuckers 1 (1999)
- Superfuckers 4 (1999)
- Tania Russof, The Story 1 (1999)
- Tania Russof, The Story 2 (1999)
- Private Castings X 21 (2000)
- Private Castings X 22 (2000)
- Private Castings X 23 (2000)
- Private Castings X 24 (2000)
- Private Castings X 25 (2000)
- Private Castings X 26 (2000)
- Private XXX 11: High Level Sex (2000)
- Private XXX 12: Sex, Lust And Video-tapes (2000)
- Superfuckers 2 (2000)
- Superfuckers 3 (2000)
- Superfuckers 5 (2000)
- Superfuckers 6 (2000)
- Superfuckers 7 (2000)
- Superfuckers 8 (2000)
- Anal Introductions (2001)
- Private Castings X 27 (2001)
- Private Castings X 28 (2001)
- Private Castings X 29 (2001)
- Private Castings X 30 (2001)
- Private Castings X 31 (2001)
- Private Castings X 33 (2001)
- Private Life of Bettina (2001)
- Private Life of Nikki Anderson (2001)
- Private Reality 2: Pure Pleasure (2001)
- Superfuckers 10 (2001)
- Superfuckers 11 (2001)
- Superfuckers 12 (2001)
- Superfuckers 13 (2001)
- Superfuckers 9 (2001)
- Hustler Casting Couch 8 (2002)
- Hustler XXX 12 (2002)
- Hustler XXX 17 (2002)
- Private Castings X 32 (2002)
- Private Castings X 34 (2002)
- Private Castings X 35 (2002)
- Private Castings X 36 (2002)
- Private Castings X 37 (2002)
- Private Castings X 38 (2002)
- Private Castings X 39 (2002)
- Private Castings X 40 (2002)
- Private Castings X 41 (2002)
- Private Castings X 42 (2002)
- Superfuckers 17 (2002)
- Superfuckers 19 (2002)
- Anal Intensive 11 (2003)
- Anal Intensive 6 (2003)
- Anal Intensive 7 (2003)
- Anal Intensive 8 (2003)
- Anal Intensive 9 (2003)
- Hustler Casting Couch 1 (2003)
- Hustler Casting Couch 2 (2003)
- Hustler XXX 22 (2003)
- Private Castings X 43 (2003)
- Private Castings X 44 (2003)
- Private Castings X 45 (2003)
- Private Castings X 46 (2003)
- Private Castings X 47 (2003)
- Private Castings X 48 (2003)
- Private Castings X 49 (2003)
- Private Castings X 50 (2003)
- Superfuckers 20 (2003)
- Superfuckers 22 (2003)
- Superfuckers 23 (2003)
- Adventures of Pierre Woodman 1: Life of Porn (2004)
- Anal Intensive 12 (2004)
- Anal Intensive 13 (2004)
- Hustler Casting Couch 3 (2004)
- Hustler Casting Couch 4 (2004)
- Hustler Casting Couch 5 (2004)
- Hustler Casting Couch 7 (2004)
- Hustler XXX 24 (2004)
- Hustler XXX 26 (2004)
- Private Life of Mercedes (2004)
- Private Story Of Mia Stone (2004)
- Adventures of Pierre Woodman 9: Castings (2005)
- Hustler Casting Couch 10 (2005)
- Hustler Casting Couch 11 (2005)
- Hustler Casting Couch 9 (2005)
- Private Life of Cristina Bella (2005)
- Private Life of Petra Short (2005)
- Hustler Casting Couch 14 (2006)
- Perfectionist 1 (2007)
- Private Life of Angel Dark (2007)
- Woodman Casting X 65 (2009)
- Woodman Casting X 66 (2009)
- Woodman Casting X 67 (2009)
- Woodman Casting X 68 (2009)
- Woodman Casting X 69 (2009)
- Woodman Casting X 70 (2009)
- Woodman Casting X 77 (2010)
- Woodman Casting X 78 (2010)
- Woodman Casting X 79 (2010)
- Woodman Casting X 80 (2010)
- Woodman Casting x 82 (2010)
- DXK (2011)
- Woodman Casting X 85 (2011)
- Woodman Casting X 86 (2011)
- Woodman Casting X 87 (2011)
- Woodman Casting X 88 (2011)
- Woodman Casting X 89 (2011)
- Woodman Casting X 90 (2011)
- Woodman Casting X 91 (2011)
- World Sex Tour 6

### Regista
- Private Video Magazine 2 (1993)
- Private Video Magazine 4 (1993)
- Private Video Magazine 5 (1993)
- Private Video Magazine 7 (1993)
- Golden Triangle 1 (1994)
- Golden Triangle 2 (1994)
- Private Video Magazine 6 (1994)
- Gigolo 1 (1995)
- Gigolo 2 (1995)
- Private Video Magazine 24 (1995)
- Private Video Magazine 25 (1995)
- Tower 1 (1995)
- Tower 2 (1995)
- Tower 3 (1995)
- Triple X 2 (1995)
- Triple X 4 (1995)
- Triple X 5 (1995)
- Triple X 6 (1995)
- Triple X 7 (1995)
- Triple X 8 (1995)
- Cape Town 1 (1996)
- Cape Town 2 (1996)
- Kruger Park (1996)
- Pyramid 1 (1996)
- Pyramid 2 (1996)
- Pyramid 3 (1996)
- Sweet Baby 1 (1996)
- Triple X 12 (1996)
- Triple X 13 (1996)
- Triple X 14 (1996)
- Triple X 18 (1996)
- Triple X 21 (1996)
- Triple X 9 (1996)
- Fugitive 1 (1997)
- Fugitive 2 (1997)
- Private Castings X 1 (1997)
- Private Castings X 2 (1997)
- Private Castings X 3 (1997)
- Private Castings X 4 (1997)
- Private Castings X 5 (1997)
- Sweet Baby 2 (1997)
- Tatiana 1 (1997)
- Triple X 22 (1997)
- Triple X 23 (1997)
- Triple X 27 (1997)
- Triple X 28 (1997)
- Collector (1998)
- Fatal Orchid 1 (1998)
- Fatal Orchid 2 (1998)
- Indecency 1 (1998)
- Indecency 2 (1998)
- Private Castings X 10 (1998)
- Private Castings X 11 (1998)
- Private Castings X 12 (1998)
- Private Castings X 14 (1998)
- Private Castings X 6 (1998)
- Private Castings X 7 (1998)
- Private Castings X 8 (1998)
- Private Castings X 9 (1998)
- Private Triple X Files 11: Jennifer (1998)
- Private Triple X Files 12: Eat Up (1998)
- Private Triple X Files 6: Katja Kean (1998)
- Private Triple X Files 7: Laura (1998)
- Private Triple X Files 8: Dungeon (1998)
- Tatiana 2 (1998)
- Tatiana 3 (1998)
- That'$ Life 1 (1998)
- That'$ Life 2 (1998)
- African Dream (1999)
- Domestic Affairs (1999)
- House of Love (1999)
- My First Time 1 (1999)
- Network (1999)
- Private Castings X 13 (1999)
- Private Castings X 15 (1999)
- Private Castings X 16 (1999)
- Private Castings X 17 (1999)
- Private Castings X 18 (1999)
- Private Castings X 19 (1999)
- Private Castings X 20 (1999)
- Private XXX 2 (1999)
- Private XXX 3 (1999)
- Private XXX 4 (1999)
- Private XXX 6 (1999)
- Private XXX 7 (1999)
- Safe Sex (1999)
- Sex Therapy 1 (1999)
- Sex Therapy 2 (1999)
- Superfuckers 1 (1999)
- Superfuckers 4 (1999)
- Tania Russof, The Story 1 (1999)
- Tania Russof, The Story 2 (1999)
- Bitches 1 (2000)
- Happy Birthday (2000)
- Hustler XXX 1 (2000)
- Hustler XXX 2 (2000)
- Hustler XXX 3 (2000)
- Hustler XXX 4 (2000)
- Hustler XXX 5 (2000)
- Hustler XXX 6 (2000)
- Madness 1 (2000)
- Madness 2 (2000)
- No Sun No Fun (2000)
- Private Castings X 21 (2000)
- Private Castings X 22 (2000)
- Private Castings X 23 (2000)
- Private Castings X 24 (2000)
- Private Castings X 25 (2000)
- Private Castings X 26 (2000)
- Private XXX 8 (2000)
- Riviera 1 (2000)
- Superfuckers 2 (2000)
- Superfuckers 3 (2000)
- Superfuckers 5 (2000)
- Superfuckers 6 (2000)
- Superfuckers 7 (2000)
- Superfuckers 8 (2000)
- Bitches 2 (2001)
- Brazilian Snake 1 (2001)
- Brazilian Snake 2 (2001)
- Exotic Illusions 1 (2001)
- Exotic Illusions 2 (2001)
- Hustler XXX 10 (2001)
- Hustler XXX 11 (2001)
- Hustler XXX 7 (2001)
- Hustler XXX 8 (2001)
- Hustler XXX 9 (2001)
- No Man's Land European Edition 1 (2001)
- Private Castings X 27 (2001)
- Private Castings X 28 (2001)
- Private Castings X 29 (2001)
- Private Castings X 30 (2001)
- Private Castings X 31 (2001)
- Private Castings X 33 (2001)
- Private Gold 45: Riviera 2 (2001)
- Riviera 3 (2001)
- Superfuckers 10 (2001)
- Superfuckers 11 (2001)
- Superfuckers 12 (2001)
- Superfuckers 13 (2001)
- Superfuckers 9 (2001)
- Anal Intensive 1 (2002)
- Anal Intensive 2 (2002)
- Anal Intensive 3 (2002)
- Anal Intensive 4 (2002)
- Arsenic 1 (2002)
- Arsenic 2 (2002)
- Best of Private: Anal Furies (2002)
- Campus Confessions 1 (2002)
- Hustler Casting Couch 8 (2002)
- Hustler EXXXotica 1 (2002)
- Hustler EXXXotica 2 (2002)
- Hustler XXX 12 (2002)
- Hustler XXX 13 (2002)
- Hustler XXX 14 (2002)
- Hustler XXX 15 (2002)
- Hustler XXX 16 (2002)
- Hustler XXX 17 (2002)
- Private Castings X 32 (2002)
- Private Castings X 34 (2002)
- Private Castings X 35 (2002)
- Private Castings X 36 (2002)
- Private Castings X 37 (2002)
- Private Castings X 38 (2002)
- Private Castings X 39 (2002)
- Private Castings X 40 (2002)
- Private Castings X 41 (2002)
- Private Castings X 42 (2002)
- Superfuckers 14 (2002)
- Superfuckers 15 (2002)
- Superfuckers 16 (2002)
- Superfuckers 17 (2002)
- Superfuckers 18 (2002)
- Superfuckers 19 (2002)
- Anal Intensive 10 (2003)
- Anal Intensive 11 (2003)
- Anal Intensive 5 (2003)
- Anal Intensive 6 (2003)
- Anal Intensive 7 (2003)
- Anal Intensive 8 (2003)
- Anal Intensive 9 (2003)
- Hustler Casting Couch 1 (2003)
- Hustler Casting Couch 2 (2003)
- Hustler EXXXotica 3 (2003)
- Hustler EXXXotica 4 (2003)
- Hustler XXX 18 (2003)
- Hustler XXX 19 (2003)
- Hustler XXX 20 (2003)
- Hustler XXX 21 (2003)
- Hustler XXX 22 (2003)
- Hustler XXX 23 (2003)
- Private Castings X 43 (2003)
- Private Castings X 44 (2003)
- Private Castings X 45 (2003)
- Private Castings X 46 (2003)
- Private Castings X 47 (2003)
- Private Castings X 48 (2003)
- Private Castings X 49 (2003)
- Private Castings X 50 (2003)
- Sex And Guns (2003)
- Superfuckers 20 (2003)
- Superfuckers 21 (2003)
- Superfuckers 22 (2003)
- Superfuckers 23 (2003)
- Young Girls in Lust 1 (2003)
- Young Girls in Lust 2 (2003)
- Anal Intensive 12 (2004)
- Anal Intensive 13 (2004)
- Ebony Dreams (2004)
- Hustler Casting Couch 3 (2004)
- Hustler Casting Couch 4 (2004)
- Hustler Casting Couch 5 (2004)
- Hustler Casting Couch 6 (2004)
- Hustler Casting Couch 7 (2004)
- Hustler XXX 24 (2004)
- Hustler XXX 25 (2004)
- Hustler XXX 26 (2004)
- Manipulation 1 (2004)
- Manipulation 2 (2004)
- Superfuckers 24 (2004)
- Adventures of Pierre Woodman 10: Behind the Scenes (2005)
- Adventures of Pierre Woodman 3: Coming of Age (2005)
- Adventures of Pierre Woodman 6: The Later Years (2005)
- Adventures of Pierre Woodman 9: Castings (2005)
- Hustler Casting Couch 10 (2005)
- Hustler Casting Couch 11 (2005)
- Hustler Casting Couch 9 (2005)
- Superfuckers 25 (2005)
- Hustler Casting Couch 14 (2006)
- Sex City 1 (2006)
- Sex City 2 (2006)
- Sex City 3 (2006)
- All-Time Best XXX (2007)
- Amazonian Dreams (2007)
- Babes in Brazil (2007)
- Perfectionist 1 (2007)
- Private Life of Angel Dark (2007)
- Tropical Secret (2007)
- Xcalibur 1: The Lords of Sex (2007)
- Xcalibur 2: The Lords of Sex (2007)
- Xcalibur 3: The Lords of Sex (2007)
- Absolute Paradise (2008)
- Perfectionist 2 (2008)
- Perfectionist 3 (2008)
- Sex Carnage 1 (2008)
- Sex Carnage 2 (2008)
- Sex Carnage 3 (2008)
- Sex Carnage 4 (2008)
- Wild Waves (2008)
- Woodman Casting X 65 (2009)
- Woodman Casting X 66 (2009)
- Woodman Casting X 67 (2009)
- Woodman Casting X 68 (2009)
- Woodman Casting X 69 (2009)
- Woodman Casting X 70 (2009)
- Woodman Casting X 71 (2009)
- Woodman Casting X 72 (2009)
- Woodman Casting X 73 (2010)
- Woodman Casting X 74 (2010)
- Woodman Casting X 75 (2010)
- Woodman Casting X 76 (2010)
- Woodman Casting X 77 (2010)
- Woodman Casting X 78 (2010)
- Woodman Casting X 79 (2010)
- Woodman Casting X 80 (2010)
- Woodman Casting X 81 (2010)
- Woodman Casting x 82 (2010)
- Woodman Casting X 83 (2010)
- Woodman Casting X 84 (2011)
- Woodman Casting X 85 (2011)
- Woodman Casting X 86 (2011)
- Woodman Casting X 87 (2011)
- Woodman Casting X 88 (2011)
- Woodman Casting X 89 (2011)
- Woodman Casting X 90 (2011)
- Woodman Casting X 91 (2011)

## Premi e riconoscimenti
- AVN Award
  - 1997: Best Director - Foreign per Private Gold 22: The Pyramid (1997)[1]
  - 1999: Best Director - Foreign per Private Gold 26: Tatiana 1 (1998)[2]
  - 2007: Best Director - Foreign per Sex City[3]
- Hot d'Or
  - 1996: Best Screenplay for: Private Film 27: The Gigolo (1995)[4]
  - 1997: Best European Director for: Private Gold 11: Pyramid 1 (1996)[4]
  - 2001: Best Director for: Private Gold 41: Madness 1 (2000)[4]
- Barcelona International Erotic Film Festival
  - 2003: Premio Speciale dell'Organizzazione Ninfa[5]
  - 2004: Premio alla carriera Ninfa[6]
  - 2007: Ninfa Award (miglior regista)[7]